# Cementownia Kujawy

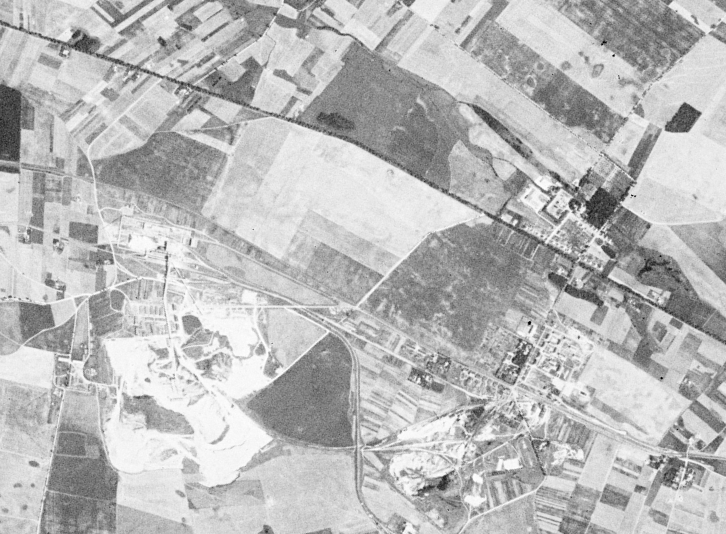
Piechcin, kamieniołomy Bielawy i Wapienno, i cementownia “Kujawy” w budowie, sfotografowane przez amerykańskiego satelitę wywiadowczego Corona 98 (KH-4A 1023) w dniu 23 sierpnia 1965 roku

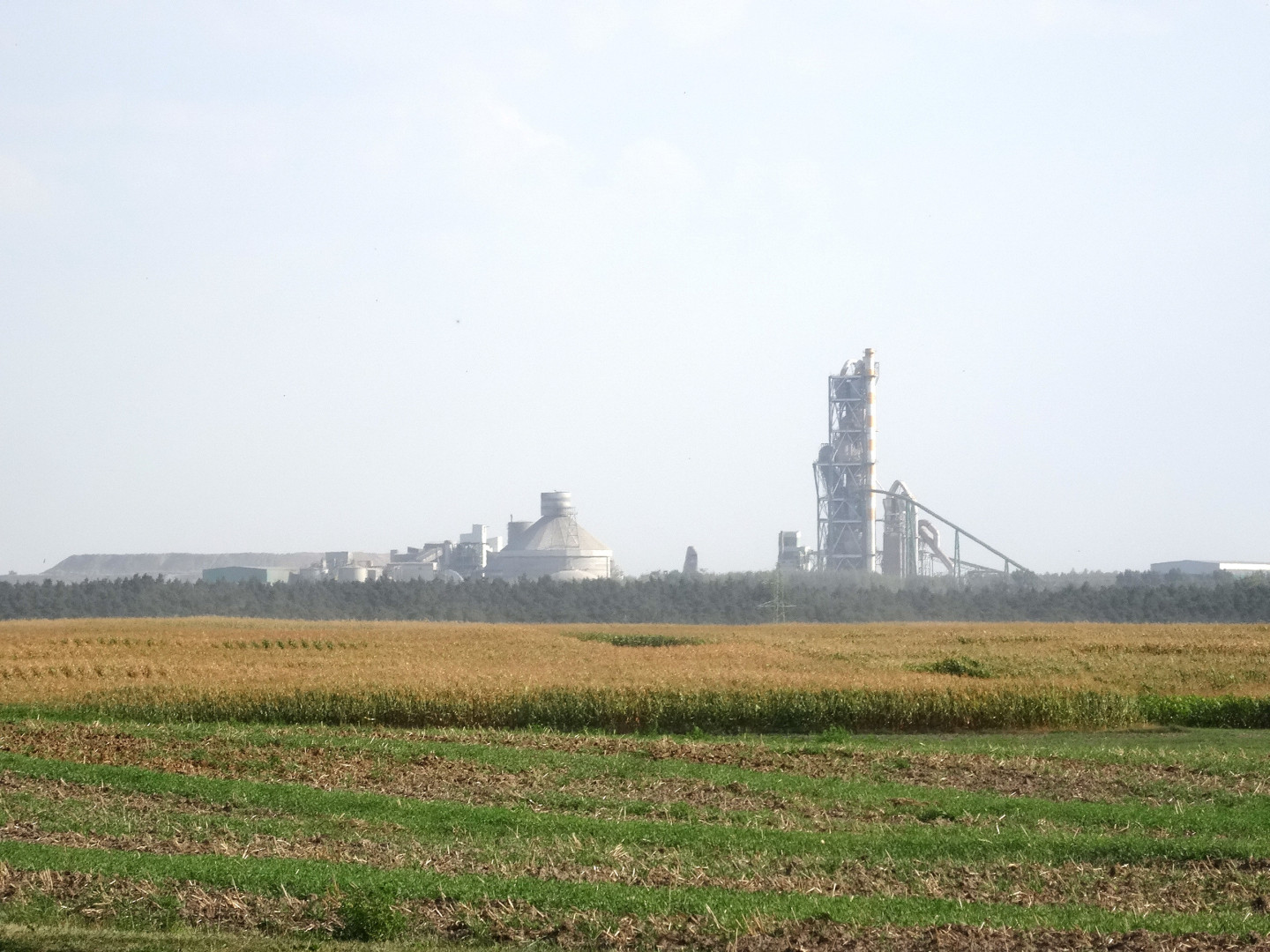
Cementownia Kujawy widoczna z odległości 6 km

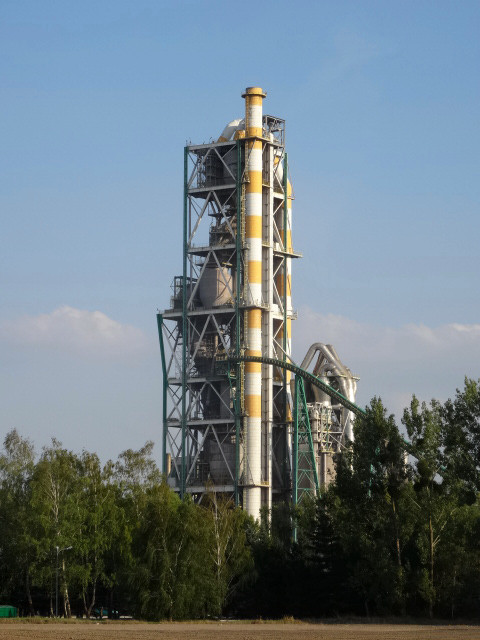
Wieża wymiennika o wysokości 131 m

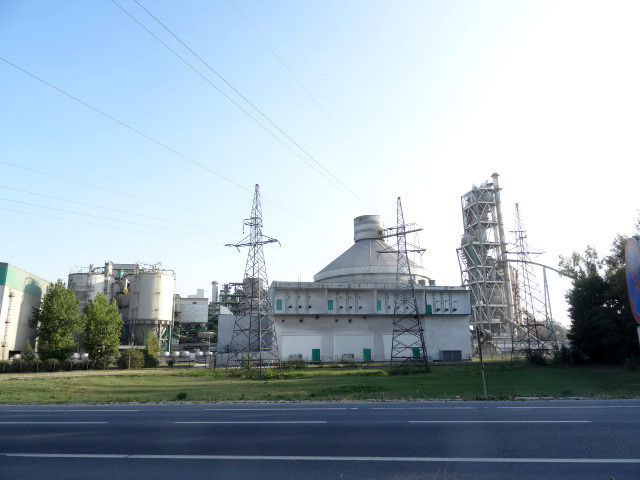
Obiekty przemysłowe - widok z drogi wojewódzkiej nr 251

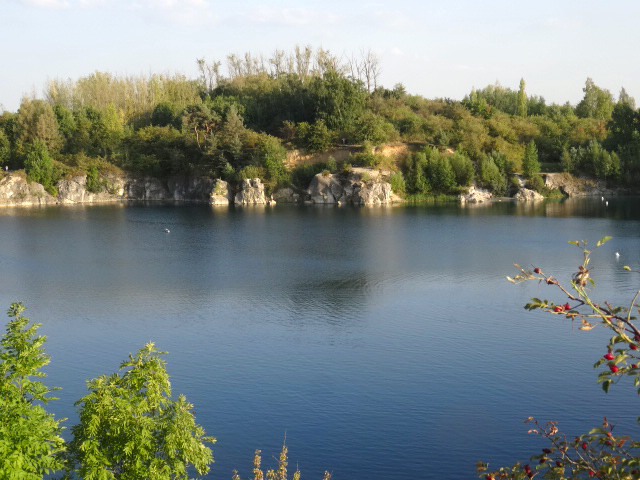
Jezioro Turkusowe (4,5 ha, głęb. 25 m) powstałe w dawnym wyrobisku wapienia w Piechcinie, użytkowane przez kluby nurkowe województwa kujawsko-pomorskiego

Cementownia „Kujawy” – cementownia należąca do koncernu Holcim, zlokalizowana w Bielawach, gmina Barcin, w województwie kujawsko-pomorskim.

## Lokalizacja
Zakład zlokalizowany jest w gminie Barcin, około 40 km na południe od Bydgoszczy, między miejscowościami Piechcin i Krotoszyn. Na cały kompleks składa się cementownia oraz kamieniołomy kamienia wapiennego „Wapienno” i „Bielawy”.

## Charakterystyka
W skład przedsiębiorstwa wchodzą:
- Zakład Górniczy „Kujawy” – zajmuje się wydobyciem kamienia wapiennego ze złóż Pakość-Piechcin-Barcin; jest jedną z największych kopalni wapienia w Polsce i jedną z największych w obrębie grupy Lafarge; powierzchnia obszaru górniczego wynosi 1076 ha, a wyrobiska – 238 ha; roczny poziom wydobycia to 4,8–5,2 mln ton (rok 2018 był rokiem rekordowym, z wydobyciem pow. 8 mln ton surowca); kamień wapienny dostarczany jest m.in. jako surowiec do cementowni.
- Cementownia „Kujawy” – produkuje cement w nowoczesnej, przyjaznej dla środowiska linii technologicznej do wypału klinkieru metodą suchą; wydajność pieca obrotowego wynosi 4,5 tys. ton na dobę, a roczna zdolność produkcyjna wynosi ok. 2 mln ton cementu[2].

Do 2002 roku w skład przedsiębiorstwa wchodził również Zakład Wapienniczy, który produkował wapno budowlane (suchogaszone).
Zakład posiada rozbudowaną ekspedycję: 14 silosów o łącznej pojemności 46,8 tys. ton, 6 terminali samochodowych i 1 terminal kolejowy do załadunku cementu. W zakładzie funkcjonują również dwie zautomatyzowane linie do pakowania cementu z możliwością paletyzowania i foliowania.
W 2018 roku w cementowni uruchomiono pierwsze w Polsce automatyczne laboratorium zmianowe w przemyśle cementowym.

### Produkty
Cementownia „Kujawy” produkuje wiele odmian cementów portlandzkich bez- oraz z dodatkami mineralnymi zgodnymi z normą PN-EN 197-1:2012.

### Akcjonariat
Właścicielem zakładu jest Holcim – międzynarodowa grupa kapitałowa produkująca materiały budowlane (głównie cement, beton oraz kruszywo). W Polsce w jej skład wchodzi również cementownia Małogoszcz w województwie świętokrzyskim.

## Złoża wapieni w gminie Barcin
Eksploatowane złoża wapieni w województwie kujawsko-pomorskim położone są między Barcinem, a Pakością. Mają one formę brachyantykliny i są zbudowane ze skał mezozoicznych (triasowych i jurajskich). Powstały na południowym skraju pomorskiej części wału śródpolskiego i są dostępne stosunkowo płytko wskutek wyciskania ku górze soli cechsztyńskich w czasie od środkowej jury po czasy współczesne. Eksploatowane pokłady pochodzą głównie z górnej jury (164–150 mln lat temu), kiedy na dnie morza epikontynentalnego, w głębokiej bruździe duńsko-polskiej sedymentowały osady węglanowe: wapienie, dolomity, margle. W skałach znalazły się skamieniałości przedstawicieli fauny jurajskiej: amonitów, ramienionogów, jeżowców, liliowców, gąbek. Grubość pokładów skał węglanowych sięga powyżej 600 m. Poniżej głębokości 2 km występują pokłady soli kamiennej. Najwyżej położone osady wapienne znajdują się na północ od kopalni „Wapienno” na wysokości 103 m n.p.m. Złoże ma rozciągłość 7 km i szerokość 1 km. Jest to jedyne w Polsce północnej złoże wapieni z udokumentowanymi bogatymi zasobami surowca.

## Historia

### Okres pruski 1860–1920
O śladach występowania wapieni w okolicach Barcina świadczą nazwy okolicznych miejscowości: Szeroki Kamień, Białe Błota, Bielawy. W dokumentach departamentu bydgoskiego Księstwa Warszawskiego znajdują się wzmianki o wydobywaniu kamienia wapiennego przez chłopów. W 1860 właściciel ziemski na Bielawach Wilhelm Roloff podczas kopania studni na głębokości 10 m natrafił na kamień wapienny i rozpoczął jego wydobycie. W 1861 właściciel połączonych majątków w Bielawach, Piechcinie i Aleksandrowie Ryszard Holtz zorganizował produkcję wapienia na skalę przemysłową w Piechcinie. Kamień wypalano w piecu polowym uzyskując wapno palone i gaszone. W kolejnych latach dużymi odbiorcami surowca stały się cukrownie (Kruszwica, Żnin, Pakość, Mątwy, Janikowo, Tuczno i inne), a także założone w 1882 Zakłady Sodowe w Mątwach, bazujące także na odkrytych w Inowrocławiu pokładach soli kamiennej. Wapień dostarczano do Mątew rzeką Notecią, a od 1888 także linią kolejową Inowrocław-Rogoźno. Firma działała pod nazwą Hansdorfer Kalkwerke, Firma Holtz i Spółka.
W 1882 prawa eksploatacji wapienia na terenie Piechcina, Bielaw i Aleksandrowa nabyły Gogolinsko-Gorażdźańskie Zakłady Wapiennicze z siedzibą we Wrocławiu. Zastąpiono wówczas piec polowy nowoczesnymi piecami kręgowymi Fryderyka Hoffmanna, które dawały produkcję 10 tysięcy ton wapna palonego rocznie. Prace wykonywano ręcznie, usuwając na hałdę wierzchnią warstwę gruntu, wysadzając skałę materiałami wybuchowymi oraz transportując urobek przy użyciu wózków kolebowych, lin i kieratów konnych. Do wypalania używano torfu z łąk nadnoteckich oraz węgla dowożonego koleją. Pracowano od kwietnia do później jesieni. W 1896 liczbę pieców zwiększono do 4 oraz utworzono nowy kamieniołom w centrum Piechcina.
W sąsiednim Wapiennie od 1858 roku istniała kopalnia kamienia wapiennego, należąca do żydowskiej rodziny Levych z Inowrocławia. Urobek wypalano w piecach Hoffmanna, a w 1904 proces technologiczny zmechanizowano poprzez zastosowanie maszyny parowej. Natomiast w 1909 roku zakład w Piechcinie zelektryfikowano, co zwiększyło poziom wydobycia wapienia do 160 tys. ton. W 1911 produkcja wapna gaszonego sięgnęła 66 tys. ton. W latach 1900–1920 oba zakłady zawarły umowę o wspólnej polityce cen i zorganizowały wspólne biuro sprzedaży wapna. W 1914 zakład w Piechcinie stał się największym zespołem wapienniczym w Polsce. Wybudowano piece i trakcję wąskotorową, własną elektrownię oraz otwarto nowy kamieniołom. W 1918 roku uwarunkowania wojenne (brak ludzi i dezorganizacja pracy, związana ze zmianami politycznymi) doprowadziły do zatopienia kamieniołomu przez wody podziemne.

### Okres międzywojenny 1920–1939
Po przejściu w 1920 roku pod administrację polską zakłady przez kilka lat były unieruchomione. 1 stycznia 1922 roku przedsiębiorstwo spolonizowano i przekształcono w Fabrykę Wapna i Cementu Piechcin, Towarzystwo Akcyjne w Piechcinie pod Pakością. Stanowisko dyrektora objął inż. Władysław Namysłowski, były kierownik Opolskiej Fabryki Cementu. Pod jego kierownictwem zakład przekształcono w dobrze prosperujące przedsiębiorstwo przemysłowe. W 1928 uruchomiono siłownię elektryczną, w 1936 – sortownię kamienia oraz młyn do produkcji wapna suchogaszonego, w 1937 – pierwsze laboratorium w przemyśle wapienniczym. Produkowano wapno budowlane, nawozowe, hydratyzowane i kamień wapienny dla cukrowni, sodowni oraz odlewni. Jako produkty uboczne wytwarzano dodatki do pasz dla drobiu i bydła. W 1926 roku produkcja wapna budowlanego sięgała 63, a w 1936 roku – rekordowe 70 tys. ton. W tym okresie w Piechcinie pracowała elektrownia o mocy 1,125 MW, która zasilała osiedle robotnicze i zakłady. W zakładzie pracowała kolejka wąskotorowa z rozległą siecią torów.
Przez cały okres międzywojenny z fabryką w Piechcinie ostro konkurowały sąsiednie Zakłady Wapienne „Wapienno” Michael Levy i S-ka. Ich dyrektorem w latach 1924–1939 był inż. Leon Kwiatkowski, fachowiec i działacz społeczny. Zakłady były wysoce zmechanizowane. Zimą w kamieniołomach nie prowadzono wydobycia, a załoga transportowała urobek z hałd na wagony oraz prowadziła ruch ciągły np. w stacji pomp. Kamienie sortowano ręcznie, a hałdę odpadów podwyższano ok. 5 m rocznie.
W otoczeniu obu kopalni zbudowano osiedla fabryczne: nowy Piechcin oraz Wapienno. Wzniesiono w nich wille dla dyrektorów, baraki dla robotników, świetlice, szkoły, sklepy i dworce kolejowe. W miejscowościach powstały m.in.: orkiestra górnicza, straż pożarna, drużyny Polskiego Towarzystwa Gimnastycznego „Sokół” itp.

### Okres okupacji niemieckiej 1939–1945
W czasie okupacji zakłady w Piechcinie i Wapiennie zostały przejęte przez Niemców. Dyrektorów: Władysława Namysłowskiego zesłano do obozu koncentracyjnego, inż. Leona Kwiatkowskiego aresztowano, a właściciela „Wapienna” Leopolda Leyego zastrzelono. Produkcję w Piechcinie zintensyfikowano do 73 tys. ton w 1943 roku, koncentrując się zwłaszcza na produkcji wapna nawozowego. Natomiast w Wapiennie zaprzestano pogłębiania kamieniołomów, zalewając je wodą, tworząc nową odkrywkę. Do pracy w kamieniołomach w systemie dwuzmianowym 12 godzin na dobę bez dni wolnych zmuszano Polaków oraz m.in. jeńców angielskich.

### Okres PRL 1945–1989
Po wyzwoleniu, polscy robotnicy spontanicznie zabezpieczyli ciągłość produkcji zakładów. 20 marca 1945 zakłady znacjonalizowano. Pierwszym komisarycznym dyrektorem został Sylwester Jaskólski (1945–1947). W latach 1948–1980 dyrektorem zakładów w Piechcinie był Henryk Hałas, przez 5 kadencji będący także posłem na Sejm PRL. W 1948 roku wydobycie wapienia przekroczyło poziom przedwojenny, uruchomiono też nowy młyn do produkcji wapna gaszonego. W 1951 zakłady połączono w jedno przedsiębiorstwo Pomorskie Zakłady Przemysłu Wapienniczego w Piechcinie i Wapiennie. W latach 1950–1956 w kamieniołomach zatrudniano m.in. więźniów politycznych z obozu pracy przymusowej o zaostrzonym rygorze w Piechcinie.
Po przełomie październikowym 1956 roku podjęto decyzję o unowocześnieniu zakładów i ich rozbudowie o nowy zakład przeróbczy dla potrzeb nowo budowanych Zakładów Sodowych w pobliskim Janikowie. Produkcja wapienia wynosiła 1 mln ton. Część urobku transportowano nowo zbudowaną koleją linową do Janikowa. Przedsiębiorstwo podzielono na Pomorskie Zakłady Przemysłu Wapienniczego w Piechcinie (obejmujące zakłady w Piechcinie i kamieniołom w Bielawach) oraz Zakłady Przemysłu Wapienniczego „Wapienno” w Wapiennie. W 1960 roku nastąpiło ponowne połączenie zakładów w Piechcinie i Wapiennie pod nazwą: Zakłady Przemysłu Wapienniczego Piechcin-Wapienno w Bielawach, a następnie Kujawskie Zakłady Przemysłu Wapienniczego. W 1964 roku przyłączono do nich Zakłady w Czarnychgłowach, zamknięte w 1968 roku.
W 1961 wybudowano oddział produkcji wapna hydratyzowanego w Bielawach, wyposażony w 2 hydratory firmy „Polysius”. W latach 60. XX w. na szczeblu rządowym podjęto decyzję o budowy w Piechcinie cementowni „Kujawy”. Inwestycja była potrzebna ze względu na gwałtownie wzrastające zapotrzebowanie na cement oraz unikalne położenie złóż wapienia w północnej Polsce. Projekt zakładu i technologię produkcji oparto wyłącznie na polskiej myśli technicznej.
W 1969 Kujawskie Zakłady Przemysłu Wapienniczego zmieniły nazwę na Kombinat Cementowo-Wapienniczy „Kujawy” w Bielawach. W jego skład wchodziły: Zakład Górniczy, Zakład Wapienniczy oraz nowa cementownia o zdolności produkcyjnej 1,2 mln ton rocznie, którą otwarto 4 lipca 1972 roku. Cement produkowano w trzech piecach obrotowych o wydajności 1200 ton/dobę pracujących według tzw. metody mokrej i wyposażonych w wewnętrzne łańcuchowe wymienniki ciepła. Surowiec dostarczano, wykorzystując do tego celu kolejkę linową. Produktem finalnym był głównie cement portlandzki 350 i cement hutniczy 250.
W późniejszym okresie zbudowano baterię szybowych pieców regeneracyjnych firmy Maerz’a do produkcji wapna gaszonego, w 1976 zainstalowano nowy system odpylania, zaś w latach 1977–1982 rozbudowano kamieniołomy w Wapiennie w celu pokrycia potrzeb wytwórni sody ciężkiej Mątwy II. Od 1973 Kombinat „Kujawy” obok kombinatów „Nowiny” i „Podgrodzie” wchodził w skład Zjednoczenia Przemysłu Cementowego, Wapienniczego i Gipsowego z siedzibą w Sosnowcu.
Jak wiele zakładów w okresie PRL przedsiębiorstwo prowadziło działania socjalne: budowało osiedla zakładowe, zapewniało wczasy pracownicze i kolonie dla dzieci, oferowało własną gastronomię i opiekę medyczną, zorganizowało zakładowy klub sportowy Zagłębie Piechcin. Załoga otrzymała przywileje karty górnika i prawo do noszenia munduru górniczego.
Pod koniec lat 80. kombinat postrzegany był przez społeczeństwo jako zakład uciążliwy dla środowiska. Dużo zanieczyszczeń trafiało do atmosfery. Wokół zakładu widoczne były rosnące hałdy odpadów, a pola uprawne, drzewa i domostwa pokryte były białym pyłem.

### Okres III RP
W 1991 po przemianach ustrojowych w Polsce Kombinat Cementowo-Wapienniczy „Kujawy” przekształcono w jednoosobową spółkę Skarbu Państwa. Przedsiębiorstwo nie dysponowało wówczas środkami na modernizację, konieczną m.in. ze względów środowiskowych, technicznych (dostosowanie do standardów światowych) i handlowych (rosnące wymagania klientów).
W 1995 dokonano prywatyzacji bezpośredniej poprzez sprzedaż większościowego pakietu akcji Kombinatu Cementowo-Wapienniczego w Piechcinie i Zakładu Górniczego w Wapiennie na rzecz francuskiej grupy kapitałowej Lafarge (jednego ze światowych liderów w produkcji materiałów budowlanych). W 1999 zakłady cementowe: Kujawy, Małogoszcz i Wierzbica oraz Zakład Górniczy i Wapienniczy w Bielawach skupiono w grupie – Lafarge Cement Polska S.A. W latach 1998–2002 zakład całkowicie zmodernizowano, począwszy od wymiany sprzętu ciężkiego oraz zmiany technologii produkcji cementu (z metody mokrej na suchą) po budowę nowej wieży technologicznej o wysokości 130 m, nowych silosów i magazynów. Nowe technologie stosowane przy realizacji inwestycji pozwoliły na obniżenie zużycia ciepła o 60%, energii elektrycznej o 30% oraz emisji pyłów i gazów do atmosfery. Wydobycie wapienia zwiększono do 5 mln ton rocznie, produkcję cementu do 2 mln ton, a zakład wapienniczy zautomatyzowano i skomputeryzowano. Zastosowanie linii technologicznej wypału klinkieru metodą suchą spowodowało redukcję zużycia wody i minimalizację odprowadzania wód przemysłowych.
W 2002 roku wskutek zmiany globalnej strategii Grupy Lafarge, zakład wapienniczy w Bielawach sprzedano. W 2003 uzyskano certyfikat systemu zarządzania jakością ISO 9001:2000. Od 2005 prowadzono dalsze inwestycje, których celem było usprawnienie technologii oraz zmniejszenie zanieczyszczeń emitowanych do środowiska naturalnego. Cementownia Kujawy w Bielawach została wyróżniona za działania proekologiczne dotyczące spalania paliw alternatywnych tytułem „HIT 2009” nadanym jej przez Konwent Starostów województwa kujawsko-pomorskiego.
W 2008 roku w sąsiedztwie zakładu wydzielono obszar objęty Pomorską Specjalną Strefą Ekonomiczną. W latach 2007–2009 Lafarge dokonał znaczących inwestycji związanych ze zwiększeniem mocy produkcyjnych cementowni w Polsce. W Bielawach i w Małogoszczu zainwestowano 84 mln euro. W cementowni „Kujawy” powstały nowe silosy: klinkieru i popiołów lotnych, a w 2011 roku młyn cementu o wydajności do 300 ton na godzinę. W 2011 roku cementownie Małogoszcz i Kujawy wyprodukowały rekordową ilość ponad 4 mln ton cementu.
W 2015 właściciel zakładu zmienił nazwę na LafargeHolcim (obecnie Holcim) w wyniku fuzji koncernów: francuskiego Lafarge i szwajcarskiego Holcim. W latach 2016–2017 zrealizowano kolejne inwestycje w wartości 150 mln zł, będące III etapem modernizacji i rozbudowy zakładu. Dotyczyły one dostosowania linii wypału klinkieru cementowego do spalania niskoprzetworzonych paliw alternatywnych, budowę hali paliw alternatywnych oraz poprawę jakości produktów i jakości obsługi klientów. W 2018 roku w Cementowni Kujawy uruchomiono pierwsze w Polsce automatyczne laboratorium zmianowe w branży cementowej, obejmujące auto-samplery, transport pneumatyczny, robota i laboratorium centralne z aparaturą kontrolno-pomiarową, wspomagające pracę operatorów centralnej sterowni, mając na celu ciągłe doskonalenie procesów produkcji i jakości produktów.

### Nazwy
- 1861–1882 – Hansdorfer Kalkwerke, Firma Holtz i Spółka
- 1882–1920 – w gestii Gogolińsko-Gorażdźańskich Zakładów Wapienniczych we Wrocławiu (kapitał niemiecki)
- 1920–1922 – Towarzystwo Akcyjne Gogolińsko-Gorażdżańskich wapienników i fabryk cementu Piechcin pod Pakością (kapitał niemiecki)
- 1922–1939 – Fabryka Wapna i Cementu Piechcin, Towarzystwo Akcyjne w Piechcinie pod Pakością (kapitał polski)
- 1939–1945 – Fabryka Wapna i Cementu Piechcin – pod zarządem niemieckim
- 1951–1957 – Pomorskie Zakłady Przemysłu Wapienniczego w Piechcinie i Wapiennie
- 1956–1960 – Pomorskie Zakłady Przemysłu Wapienniczego w Piechcinie oraz Zakłady Przemysłu Wapienniczego „Wapienno” w Wapiennie
- 1960–1963 – Zakłady Przemysłu Wapienniczego Piechcin-Wapienno w Bielawach
- 1963–1969 – Kujawskie Zakłady Przemysłu Wapienniczego
- 1969–1991 – Kombinat Cementowo-Wapienniczy „Kujawy” w Bielawach
- 1991–1995 – Kombinat Cementowo-Wapienniczy „Kujawy” S.A.
- 1995–2015 – Lafarge Cement Polska S.A. – Zakład „Kujawy” w Bielawach
- od 2015 – LafargeHolcim (obecnie Holcim) – Zakład „Kujawy” w Bielawach